# Rotschulter-Wieselmaki
Der Rotschulter-Wieselmaki (Lepilemur aeeclis) ist eine auf Madagaskar lebende Primatenart aus der Gruppe der Wieselmakis innerhalb der Lemuren. Die Art wurde 2017 erstbeschrieben, das Artepitheton aeeclis ehrt die Naturschutzorganisation Association Européenne pour l’Etude et la Conservation des Lémuriens (A.E.E.C.L.).

## Merkmale
Rotschulter-Wieselmakis sind wie alle Wieselmakis eher kleine Primaten mit einem rundlichen Kopf und kräftigen Hinterbeinen. Sie erreichen eine Kopfrumpflänge von 21 bis 23 Zentimeter, wozu noch ein 23 bis 27 Zentimeter langer Schwanz kommt. Das Gewicht variiert zwischen 0,7 und 1,0 Kilogramm. Ihr Fell ist am Rücken graubraun, die Schultern und die Arme sind rötlich, der Kopf und die hinteren Gliedmaßen hingegen grau gefärbt. Auch der Bauch ist hellgrau. Die Färbung des Schwanzes kann von rotbraun bis grau variieren. Über den großen Augen beginnen zwei dunkle Striche, die sich am Kopf treffen und zu einem den Rücken entlang verlaufenden Aalstrich werden, der am hinteren Teil des Rückens zunehmend dünner wird.

## Verbreitung und Lebensweise

Verbreitungsgebiet des Rotschulter-Wieselmakis (rot)

Diese Wieselmakis sind im nordwestlichen Madagaskar beheimatet, ihr Verbreitungsgebiet ist nicht genau bekannt, vermutlich liegt es zwischen den Flüssen Mahavavy du Sud und Betsiboka. Ihr Lebensraum sind trockene Laubwälder.
Über die Lebensweise des Rotschulter-Wieselmakis ist kaum etwas bekannt, er ist ein nachtaktiver Baumbewohner. Vermutlich bewegt er sich wie alle Wieselmakis vorwiegend senkrecht kletternd und springend fort, geht allein auf Nahrungssuche und frisst Blätter und anderes Pflanzenmaterial.

## Gefährdung
Der Verlust an Lebensraums stellt eine Bedrohung dar. Die IUCN listet die Art als „stark gefährdet“ (endangered).